# Бурдонский, Александр Васильевич
Александр Васильевич Бурдонский (14 октября 1941, Куйбышев, РСФСР, СССР — 23 мая 2017, Москва, Россия) — советский и российский режиссёр-постановщик Центрального академического театра Российской армии. Народный артист Российской Федерации (1996).
Внук Иосифа Сталина, старший сын Василия Сталина.

## Биография
Родился 14 октября 1941 года в Куйбышеве, в эвакуации, в семье Василия Сталина и Галины Бурдонской. При рождении получил фамилию Сталин, однако в школе и в училище носил фамилию Васильев, а в зрелом возрасте взял фамилию матери (см. также ниже ). Спустя 4 года после рождения сына Бурдонская ушла от мужа из-за его образа жизни – злоупотребления алкоголем, измен и скандалов. После этого Василий лишил Галину возможности общаться с Александром и его младшей сестрой Надеждой. К матери они вернулись лишь после смерти Сталина.
В 1951 году по настоянию отца Александр был зачислен в  Калининское суворовское училище, проучился в нем 2 года. После седьмого класса в 1955 году поступил в Театральное художественно-техническое училище на театрального художника, параллельно участвует в самодеятельности в Доме пионеров, который располагался в Тихвинском переулке. После окончания ТХТУ в 1958 г. работает художником — бутафором в разных театрах Москвы. В 1966 году поступает в ГИТИС на режиссерское отделение курса Марии Кнебель. Также был принят на актёрский курс студии при театре «Современник» к Олегу Николаевичу Ефремову.
По окончании ГИТИСа в 1971 году Бурдонского приглашает играть шекспировского Ромео Анатолий Эфрос в театр на Малой Бронной. Спустя три месяца Мария Кнебель зовёт в Центральный театр Советской Армии ставить спектакль «Тот, кто получает пощёчину» Леонида Андреева, в котором сыграли Андрей Попов и Владимир Зельдин. После осуществления этой постановки в 1972 году главный режиссёр ЦТСА Андрей Алексеевич Попов предложил А. В. Бурдонскому остаться в театре.
В течение десяти лет вместе с Элиной Быстрицкой преподавал в ГИТИСе.
Первый из потомков Сталина опубликовал результаты исследования своей ДНК.
мтДНК — J C16069T, T16126C, A16129G, T16187C, C16189T, T16223C, G16230A, T16278C, C16311T, C16519T.
Скончался в ночь на 24 мая 2017 года на 76-м году жизни от проблем с сердцем в одном из госпиталей Москвы. Прощание прошло 26 мая в ЦАТРА.
Тело было кремировано 26 мая в крематории Николо-Архангельского кладбища Москвы. Похоронен на Ваганьковском кладбище Москвы, рядом с матерью.

## Личная жизнь
Был женат на своей однокурснице Дале Тамулявичуте (1940—2006) — театральный режиссёр, заслуженный деятель искусств Литовской ССР, главный режиссёр Литовского Молодёжного театра. Детей не имел. Впоследствии овдовел.

## Отношение к Сталину
С И. В. Сталиным личных встреч не имел. По словам Бурдонского, он видел деда вблизи лишь в гробу и сменил фамилию для того, чтобы спокойно заниматься искусством.
Бурдонский считал И. В. Сталина «шекспировским характером, сочетающим величие и безумие». В молодости относился к деду резко отрицательно, но затем, по его словам, осознал роль Сталина как исторической личности, невзирая на тиранию и жестокость его правления.

## Творчество

### Постановки
Театр Российской армии (ЦАТСА, ЦАТРА)
- 1972 — «Тот, кто получает пощёчины» по Леониду Андрееву, (сов. с М. Кнебель), (премьера — 19 октября)
- 1975 — «Снеги пали...» Р. Феденёва, (премьера — 29 апреля)
- 1976 — «Васса Железнова» Максима Горького (премьера — 16 мая)
- 1978 — «Орфей спускается в ад» Т. Уильямса, (премьера — 29 января)
- 1979 — «Транзит» Л. Зорина, (премьера — 12 июля)
- 1981 — «Последний пылко влюблённый» Н. Саймона
- 1982 — «Сад» В. Арро
- 1984 — «Дама с камелиями» А. Дюма-сына
- 1986 — «Деревья умирают стоя» Алехандро Касона
- 1988 — «Мандат» Николая Эрдмана
- 1989 — «Шарады Бродвея» М. Орра и Р. Дэнём
- 1991 — «Условия диктует леди» Э. Элиса и Р. Риза
- 1993 — «Бриллиантовая орхидея» Д. Лоуренса и Р. Ли
- 1995 — «Ваша сестра и пленница» Л. Разумовской
- 1997 — «Британик» Ж. Расина
- 1999 — «Приглашение в замок» Ж. Ануя
- 2000 — «Дуэт для солистки» Тома Кемпински
- 2003 — «Арфа приветствия» М. Богомольного
- 2006 — «Дуэль королевы» Д. Маррелла (по пьесе «Смех лангусты»).
- 2006 — «Серебряные колокольчики» Г. Ибсена
- 2009 — «Та, которую не ждут…» Алехандро Касона
- 2011 — «Чайка» А. П. Чехова
- 2011 — «Элинор и её мужчины» Джеймса Голдмена
- 2013 — «Игра на клавишах души» по пьесе «Лив Штайн» Н. Харатишвили
- 2015 — «С тобой и без тебя» К. Симонова
- 2016 — «Этот безумец Платонов» по пьесе «Безотцовщина» А. П. Чехова

Государственный академический Малый театр (Москва)
- 1981 — «Без вины виноватые» А. Н. Островского (совместно с В. Хохряковым)
- 1984 — «Незрелая малина» И. Губача[14]

## Награды и звания
- Народный артист Российской Федерации (1996)[15]
- Заслуженный деятель искусств РСФСР (1985)